# Барнвелд (Висконсин)
Барнвелд (енгл. Barneveld) град је у америчкој савезној држави Висконсин.

## Демографија
По попису из 2010. године број становника је 1.231, што је 143 (13,1%) становника више него 2000. године.
| Група             | 2000.         | 2010.         |
| Белци             | 1.073 (98,6%) | 1.206 (98,0%) |
| Афроамериканци    | 3 (0,3%)      | 9 (0,7%)      |
| Азијати           | 1 (0,1%)      | 2 (0,2%)      |
| Хиспаноамериканци | 1 (0,1%)      | 3 (0,2%)      |
| Укупно            | 1.088         | 1.231         |